# Аксьоново (Афанасьєвський район)
Аксьо́ново (рос. Аксёново) — присілок у складі Афанасьєвського району Кіровської області, Росія. Входить до складу Пашинського сільського поселення.
Населення становить 12 осіб (2010, 19 у 2002).
Національний склад станом на 2002 рік — росіяни 95 %.